# Conidiobolus khandalensis
Conidiobolus khandalensis är en svampart som beskrevs av Sriniv. & Thirum. 1963. Conidiobolus khandalensis ingår i släktet Conidiobolus och familjen Ancylistaceae.   Inga underarter finns listade i Catalogue of Life.